# 1680 Per Brahe
1680 Per Brahe је астероид главног астероидног појаса. Приближан пречник астероида је 14,20 ,
а средња удаљеност астероида од Сунца износи 2,724 астрономских јединица (АЈ).
Инклинација (нагиб) орбите у односу на раван еклиптике је 4,256 степени, а орбитални период износи 1642,277 дана (4,496 године). Ексцентрицитет орбите астероида износи 0,182.
Апсолутна магнитуда астероида износи 11,20 а геометријски албедо 0,290.
Астероид је откривен . 1941. године.